# Strong City (Kansas)
Pour les articles homonymes, voir Strong.
Strong City est une ville du Comté de Chase (Kansas).
La ville qui s'appelait initialement Cottonwood Station a été renommée Strong City en 1881 en hommage à William Barstow Strong (en).
Sa population était de 485 habitants en 2010.